# Invagination

Schematisk bild som visar invagination.

Invagination, även benämnt intussusception, är en sjukdom som innebär att ett tarmavsnitt viks inåt. Den vikta delen av tarmen transporteras, genom peristaltiken tillsammans med tarminnehållet vidare i efterföljande tarmavsnitt. Oftast medför invaginationen att det invikta, invaginerade, tarmavsnittet svullnar och att tarmvred uppstår, eftersom den inskjutna tarmdelen förorsakar stopp i tarmpassagen.
Fenomenet är vanligast hos små barn, från tre månaders till tre års ålder och har högst risk mellan sju till nio månaders ålder. Invagination är speciellt vanligt hos pojkar. Ett vanligt symptom på invagination är att avföringen innehåller blodigt slem. Vid tidig behandling av tillståndet är prognosen god men om patienten inte kommer under behandling i tid kan gangrän uppstå och patienten avlida.